# Play In Challenger Lille 2022
Il Play In Challenger Lille 2022 è stato un torneo maschile di tennis professionistico. È stata la 4ª edizione del torneo, facente parte della categoria Challenger 90 nell'ambito dell'ATP Challenger Tour 2022, con un montepremi di 67 960 €. Si è svolto dal 21 al 27 marzo 2022 sui campi in cemento del Tennis Club Lillois Lille Métropole di Lilla, in Francia.

## Partecipanti

### Teste di serie
| Nazionalità          | Giocatore          | Ranking* | Testa di serie |
| -------------------- | ------------------ | -------- | -------------- |
| Lituania             | Ričardas Berankis  | 84       | 1              |
| Francia              | Quentin Halys      | 113      | 2              |
| Bosnia ed Erzegovina | Damir Džumhur      | 137      | 3              |
|                      | Roman Safiullin    | 143      | 4              |
| Francia              | Grégoire Barrère   | 172      | 5              |
| Francia              | Enzo Couacaud      | 181      | 6              |
| Belgio               | Zizou Bergs        | 182      | 7              |
| Francia              | Constant Lestienne | 198      | 8              |

* Ranking al 14 marzo 2022.

### Altri partecipanti
I seguenti giocatori hanno ricevuto una wild card per il tabellone principale:
- Simon Beaupain
- Sean Cuenin
- Sascha Gueymard Wayenburg

I seguenti giocatori sono entrati in tabellone con il ranking protetto:
- Malek Jaziri
- Yannick Maden

I seguenti giocatori sono passati dalle qualificazioni:
- Arthur Fils
- Laurent Lokoli
- Jonáš Forejtek
- Alexis Galarneau
- Viktor Durasovic
- Henri Squire

## Campioni

### Singolare
Quentin Halys ha sconfitto in finale  Ričardas Berankis con il punteggio di 4-6, 7–6(4), 6-4.

### Doppio
Viktor Durasovic /  Patrik Niklas-Salminen hanno sconfitto in finale  Jonathan Eysseric e  Quentin Halys con il punteggio di 7-5, 7–6(1).